# Jack Carey
Jack Carey (* 1889 in Hahnsville, Louisiana; † 1934) war ein US-amerikanischer Posaunist und Bandleader des frühen New Orleans Jazz.
Er war der ältere Bruder des Trompeters Mutt Carey. Carey spielte zunächst um 1910 in der Brass Band von Henry Allen in Algiers. Er spielte auch zeitweise in der Eagle Band. Er war 1913 bis 1920 Leiter des Crescent Orchestra (oder Crescent City Orchestra), einer frühen Jazz- und Ragtimeband. 1913 gehörten neben Carey dazu: Mutt Carey am Kornett, Wade Whaley oder Willie Humphrey an der Klarinette, Tubby Hall am Schlagzeug, Wiley „Pep“ King am Kontrabass, Charlie Moore an der Gitarre. Später spielte dort Pops Foster Bass (1916), Manuel Manetta Violine, George Caldwell und George Boyd Klarinette, Lorenzo Staulz (oder Staultz) Gitarre und Papa Celestin.
Ihm wird von einigen Autoren (wie Samuel Charters) die Autorschaft am Jazzstandard Tiger Rag zugesprochen, den Nick LaRocca von der Original Dixieland Jass Band sich zuschrieb (und auch Jelly Roll Morton). Danach war er aus einer alten französischen Quadrille entstanden und unter dem Namen Jack Carey oder Play Jack Carey bei schwarzen und kreolischen Musikern in New Orleans bekannt (und unter weißen Musikern als Nigger Nr.2). Auch anderes Standardmaterial der Original Dixieland Jass Band soll von Carey stammen. Carey soll wiederum viele französische Melodien bearbeitet haben und auch Stücke aus der Band von Buddy Bolden, die er in den Ragtime Stil überführte.
Carey selbst konnte keine Noten lesen.
Manchmal wird ihm auch ein Anteil an der Entwicklung des Tailgate-Stils des Posaunenspiels in New Orleans zugesprochen, zusammen mit Kid Ory.
1919 übernahm Punch Miller von Carey die Leitung des Crescent City Orchestra, Carey spielte aber weiter auf Paraden in New Orleans in den 1920er Jahren in der Brass Band von Kid Rena.